# ヒヨドリジョウゴ
ヒヨドリジョウゴ（鵯上戸、Solanum lyratum）はナス科ナス属の多年生植物。

## 形態
つる性の草本で、他の樹木等に絡み付いて繁茂する。
全草に柔らかな毛を持つ。葉はアサガオに似た三裂したものから、卵状のものまで部位によって大きく変形する。
花期は8 - 9月。花冠は白色で深く5裂し、大きく外に反り返り、花冠裂片の基部に緑色の腺体がある。雄蕊は5個あり、葯は楕円形をしている。
果実は秋に1 cm程度の球形の実を付け、赤く熟すものが多いが、黄色になるものもある。
ヒヨドリジョウゴの名は、ヒヨドリがこの実を好んで食べることから名付けられたとされるが、実際にはとくに好んで食べるわけではなく、冬になっても残っていることが多い。鮮やかな赤色の実は、冬枯れの野によく映える。

## 利用
全草にソラニンを含むため、食べられない。漢方では「白毛藤」という生薬として、解熱、解毒、利尿に用いる。

## 近縁種
- ヤマホロシ Solanum japonense Nakai
- マルバノホロシ Solanum maximowiczii Koidz.
- オオマルバノホロシ Solanum megacarpum Koidz.